# برتیسلاو دوم

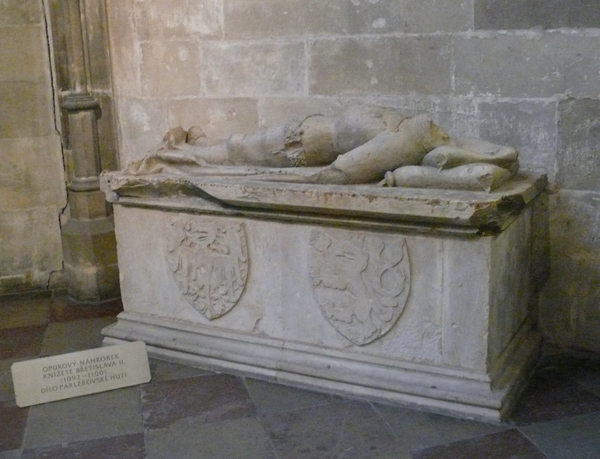
مقبره برتیسلاو دوم

برتیسلاو دوم (حدود ۱۰۶۰ – ۲۲ دسامبر ۱۱۰۰) از ۱۴ سپتامبر ۱۰۹۲ تا زمان مرگش حاکم بوهم بود. او بزرگترین پسر وراتیسلاو دوم و آدل‌هاید دختر آندراش یکم مجارستان بود. برتیسلاو یکی از دشمنان عمدهٔ پاگانیسم بود.
برتیسلاو دوم جانشین عمویش کنراد یکم شد و تلاش کرد فرهنگ قدیمی اسلاو را نابود کند. در سال ۱۰۹۷ راهبان کلیسای سازاوا را اخراج کرد. این کلیسا در سال ۱۰۳۳ توسط قدیس پروکوپیوس ساخته شده‌بود. همچنین برتیسلاو تمایل داشت به اصل انتخابی بودن جانشینی خاتمه دهد و نوعی ارشدیت را که مفهومش توسط برتیسلاو یکم ارائه شده‌بود، جانشین کند. حکومت بوهم باید به بزرگترین پسر حاکم کنونی داده می‌شد و پسران کوچکتر باید بر دوک‌نشین‌های موراویا حکومت می‌کردند. این امر به نفع برادر ناتنی او بوریووی دوم بود. او در سال ۱۰۹۷ به عنوان دوک برنو منصوب شد و پسران کنراد از جانشینی حذف شدند. افزون بر این برتیسلاو توانست در ۱۹ آوریل ۱۰۹۹ در دیت رگنسبورگ نشان امپراتوری را دریافت کند. او در ۲۲ دسامبر ۱۱۰۰ در کلبهٔ شکار در زبتشنو در غرب بوهم توسط دشمنان خود به قتل رسید.
در سال ۱۰۹۴ برتیسلاو با لوکارتا از بوگن ازدواج کرد و پسری به نام برتیسلاو داشت. این پسر علیه سوبسلاو یکم شورش کرد و در ۸ مارس ۱۱۳۰ کشته شد.